# Torneo Internacional PSA Sporta
Le tournoi Torneo Internacional PSA Sporta est un tournoi de squash qui se déroule à Guatemala au mois de mai/juin. Il fait partie du PSA World Tour. Le tournoi se joue depuis 2008 sous la forme d'un tournoi professionnel, jusqu'à 2011 sous forme de tournoi challenger.

## Palmarès
| Année | Champion               | Finaliste         | Score                         |
| ----- | ---------------------- | ----------------- | ----------------------------- |
| 2019  | Miguel Ángel Rodríguez | Diego Elías       | 10-12, 13-11, 11-5, 11-9      |
| 2018  | Miguel Ángel Rodríguez | Diego Elías       | 11-7, 11-5, 11-6              |
| 2017  | Mohamed Abouelghar     | Zahed Mohamed     | 11-6, 11-5, 11-3              |
| 2016  | Borja Golán            | César Salazar     | 11-8, 13-11, 11-4             |
| 2015  | Omar Mosaad            | César Salazar     | 11-5, 8-11, 11-7, 11-6        |
| 2014  | Marwan El Shorbagy     | Shawn Delierre    | 11-7, 11-8, 11-7              |
| 2013  | Miguel Ángel Rodríguez | Stephen Coppinger | 11-5, 9-11, 11-8, 11-0        |
| 2012  | César Salazar          | Arturo Salazar    | 11-4, 11-2, 11-4              |
| 2011  | Arturo Salazar         | Eric Gálvez       | 14-12, 11-8, 11-2             |
| 2010  | Arturo Salazar         | Eric Gálvez       | 11-2, 11-9, 6-11, 10-12, 11-6 |
| 2009  | Miguel Ángel Rodríguez | Eric Gálvez       | 7-11, 11-8, 11-2, 11-2        |
| 2008  | José Ángel Becerril    | César Salazar     | 12-10, 11-6, 6-11, 5-11, 11-7 |